# برکلی (ویرجینیای غربی)
برکلی (به انگلیسی: Berkeley) یک منطقهٔ مسکونی در ایالات متحده آمریکا است که در ویرجینیای غربی واقع شده‌است.